# Sprachsoziologie
Die Sprachsoziologie ist eine Teildisziplin der Soziologie, die das Verhältnis von Sprache und Gesellschaft beschreibt. Es wird untersucht, welchen Einfluss die Sprache auf die Gesellschaft nimmt und umgekehrt.

## Schwierige Abgrenzung
Mit dem Begriff Sprachsoziologie kann nur schwer eine exakt zu unterscheidende Teildisziplin der Soziologie beschrieben werden. Sprache und Soziologie stehen von vornherein in einem Nahverhältnis, das auch ein Spannungsverhältnis ist. Kommunikation findet innerhalb sozialer Zusammenhänge zu einem großen Teil sprachlich statt, und sofern die Soziologie Kommunikationen untersucht – in welchem Teilbereich ihrer selbst auch immer – ist sie in vielen Fällen auch Sprachsoziologie. Eine Wissenssoziologie etwa ist ohne sprachsoziologische Grundlage nicht denkbar. Daher kommen so verschiedene Konzepte und Theorien wie Luhmanns Systemtheorie, Aaron V. Cicourels empirischer Ansatz oder die spätere Phänomenologie von Alfred Schütz nicht ohne sprachbezogene theoretische Überlegungen aus, die Theorien vieler Soziologen sind um die Relation des Gesellschaftlichen zur Sprache aufgebaut. Was als spezifische Sprachsoziologie manchmal abzugrenzen versucht wird, zeigt abgesehen von der Unterschiedlichkeit des sich vorwiegend mit der Sprache auseinander setzenden soziologischen Textmaterials eher künstliche Züge.
In der Wissenschaftsgeschichte wirkt sich die Eigenart der Sprache als zentrales Kommunikationsmittel der Menschen insofern aus, als sich sehr unterschiedliche Wissenschaften und Disziplinen für die Sprache interessieren und dabei auch einen Anspruch auf die Sprache behaupten. Linguistik, Soziolinguistik, Kommunikationswissenschaft und Sprachsoziologie teilen sich die Sprache als wichtigstes Objekt. Teildisziplinen der Sprachwissenschaft wie etwa die Semantik oder die Semiologie (Semiotik) wirken ebenso in die Auseinandersetzung mit der Sprache hinein, wie sprachgeschichtliche oder literaturwissenschaftliche und literatursoziologische Arbeiten. Dabei überschneiden sich die Ansätze wie auch die Perspektiven. Zu einem zentralen Thema wurde die Sprache daher in sehr unterschiedlichen Zusammenhängen und von Menschen mit sehr verschiedenen Hintergründen und Geschichten gemacht.
Methodisch hat sich das in der Entwicklung eines vielfältigen Methodenapparates nieder geschlagen, der sich wiederum bei vielen Einzelwissenschaften bedient und über das kreative Integrieren von zunächst disziplinfremden Theorien und Techniken letztlich interdisziplinär ist. Diskursanalyse, Sprachanalyse, Textanalyse, Inhaltsanalyse, semantische Analysetechniken und andere werden im Zusammenhang sprachsoziologischer Problemstellungen verwendet.
Immer wieder werden Sprachsoziologie und Soziolinguistik gleichgesetzt. Tatsächlich sind die Unterschiede oft terminologischer Natur oder abhängig vom jeweiligen diskursiven Bezugsrahmen, wobei aber ähnliche Fragestellungen behandelt werden. Die folgenden Verweise auf Theorieansätze sind spezifisch soziologisch.

## Theorieansätze

### Alfred Schütz
Der ursprünglich österreichische, dann amerikanische Soziologe und Philosoph, der wegen des Nationalsozialismus in die Vereinigten Staaten von Amerika emigrierte, beschäftigte sich laufend mit sprachsoziologischen Problemstellungen. Er gilt heute als Begründer der phänomenologischen Soziologie. Das Kreisen seines Denkens um das Intersubjektivitätsproblem, welches Edmund Husserl seiner Meinung nach nicht ausreichend gelöst hatte, führte Alfred Schütz immer wieder zur Sprache. Noch aus der Zwischenkriegszeit stammt ein Manuskript, das heute als Spracharbeit bekannt ist. Die später entstandenen Vorlesungen zur Sprachsoziologie wurden aus Mitschriften von Studenten rekonstruiert und entstanden zeitlich vor dem zentralen Aufsatz Symbol, Wirklichkeit und Gesellschaft. Schütz beobachtet die strukturierende Funktion der Sprache für die Aufrechterhaltung der intersubjektiven Bindungen zwischen den Menschen. Sprache ist ihm eine Grundvoraussetzung von Gesellschaft.

### Torgny T. Segerstedt
Segerstedts Werk Die Macht des Wortes. Eine Sprachsoziologie wurde 1947 ins Deutsche übersetzt, eben in dem Jahr, da der Autor zum ersten Professor für Soziologie in Uppsala ernannt wurde. Das Buch folgt einem kritisch-behavioristischen Ansatz und versucht, die Verschränkung von Psychologie und Soziologie im Phänomen der Sprache zu beschreiben. Nach einleitenden Abschnitten zur Sprache als einer sozialen Erscheinung und zu gesellschaftlichen Normen beschreibt der Autor die Sprache aufbauend und arbeitet sich dabei vom einfachen Laut bis zu einer Theorie von Zeichen und Symbol vor. Das Buch schließt mit einem Kapitel zur Funktion der Sprache, in dem einzelne soziologische Begriffe (Gruppe, gesellschaftliche Kontrolle, Kommunikation [in der deutschen Übersetzung aus 1947 mit Verkehr übersetzt]) mit einer Theorie des gesellschaftlichen Zusammenhalts zusammengeführt werden.

### Fritz Schütze
In dem mehr als 1.000 Seiten starken Werk Sprache soziologisch gesehen geht Fritz Schütze von der Annahme aus, dass die Sprache nicht nur eine Grundfunktion für die Konstitution sozialen Handelns und für die Entstehung sozialer Strukturen hat, da umgekehrt auch das Sprechen von sozialstrukturellen Faktoren beeinflusst wird. Nach einer umfassenden Abgrenzung zu soziolinguistischen und sprachphilosophischen Theorien, deren blinde Flecken im Hinblick auf eine soziologische Grundlagentheorie ausgearbeitet werden, entwickelt Schütze ein extremtypologisches Modell des Konstitutionsbeitrages von Sprache für die gesellschaftliche Wirklichkeit, das zum Verständnis der Einflussnahme von Sprache auf Macht- und Herrschaftsstrukturen beitragen soll. In der Annahme einer egalitären Basisstruktur sprachlichen Handelns wird die soziologische Beschreibung der Sprache als Medium vorbereitet.

### Aaron V. Cicourel
Unter häufiger Bezugnahme auf philosophische und linguistische Texte betont Aaron Victor Cicourel die zentrale Stellung der Sprache für eine soziologische Theorie der Bedeutung und der Kultur. Er untersucht unter klarer Abgrenzung von diesen Theorien, wie weit sie für eine soziologische Theorie nutzbar gemacht werden können.

### Eugen Rosenstock-Huessy
Rosenstock-Huessy versucht nachzuweisen, dass eine eigene Methode für die Sozialwissenschaften gefunden werden kann, deren Grundlagen in den Mustern der Sprache liegt. Diese grammatische Methode entwickelt er auf Basis seiner geschichtlich-soziologischen Arbeiten. Ein zusammenfassender Essay erschien 1969 unter dem Titel Speech and Reality bei Argo Books, Norwich VT;
Im ersten Band seiner Soziologie führt er aus: „Gegenwart wird daher als Kraftfeld erkannt, in das Zukunft und Vergangenheit hineinragen, weil etwas ausgesprochen worden ist.“ Dass der Mensch spricht und dass von ihm gesprochen wird, ist die Grundlage seiner gesellschaftlichen Existenz. „Alle vorgrammatische Soziologie verkennt ihr Thema und bleibt Sozialphysik, d. h. ein Mißverständnis.“

## Verwandte und Metatheorie
Sprache als soziales Phänomen wird auch in soziologischen Theorien zentral gesetzt, die sich nicht als Sprachsoziologie alleine verstehen, umso mehr aber Metatheorie für sprachsoziologische Überlegungen sein können. In diesem Zusammenhang ist auf Niklas Luhmanns systemtheoretischen Ansatz und auf Jürgen Habermas’ Theorie des kommunikativen Handelns hinzuweisen. Die Werke der beiden Denker sind um das Phänomen der menschlichen Kommunikation zentriert und beschäftigen sich daher häufig und an zentralen Stellen in sehr unterschiedlichen Zusammenhängen mit Sprache.

### Niklas Luhmann
Niklas Luhmanns systemtheoretischer Ansatz ist nicht als Sprachsoziologie konzipiert. Eine derartige Bezeichnung wäre sicher eine unzulässige Verkürzung seiner Theorie. Ein nachdrücklicher Hinweis auf den Soziologen ist wegen der Häufigkeit sprachsoziologischer Themen in seinem Werk unumgänglich. Sprache ist bei Luhmann das zentrale Medium struktureller Koppelung von sozialen und psychischen Systemen. Operationen und Letztelemente sozialer Systeme sind Kommunikationen. In einem der zentralen Werke Luhmanns, nämlich in Die Gesellschaft der Gesellschaft, findet sich etwa ein Kapitel zur Sprache, das den Zusammenhang von Sprache und soziologischer Systemtheorie untersucht. Dort wird auch die zentrale Bedeutung des Begriffs Semantik deutlich. Damit bezeichnet Niklas Luhmann in Abweichung zur sprachwissenschaftlichen Bedeutungslehre die erhaltenswerten Sinnprämissen innerhalb eines sozialen Systems.
Luhmann grenzt die soziologische Auseinandersetzung mit der Sprache im Rahmen seiner Systemtheorie ausdrücklich von linguistischen Ansätzen ab. Die Sprache ist ihm kein System, sondern Medium. Das bedeutet, dass es keine eigenen Operationen der Sprache gibt, da sie nur in den Operationen der psychischen (Gedanken) und sozialen (Kommunikationen) Systeme existiert. Daher muss nach Luhmann eine Sozialtheorie von den Kommunikationen und nicht von der Sprache ausgehen.

### Jürgen Habermas
Jürgen Habermas’ Theorie des kommunikativen Handelns sieht die normativen Grundlagen der Gesellschaft in der Sprache und jene ist insofern auch Sprachsoziologie.

### John R. Searle
Searle setzte sich ausführlich mit der Konstruktion sozialer Wirklichkeit durch Sprache auseinander. Auf der Basis einer Theorie der Sprechakte wandte sich der Philosoph ähnlich wie John L. Austin der Untersuchung der Alltagssprache zu.

## Wissenschaftsgeschichte
Die Sprachsoziologie ist wissenschaftshistorisch im Grunde ein zeitlich begrenzt auftretendes Phänomen der ersten Hälfte des 20. Jahrhunderts, dessen Gegenstand so umfassend ist, dass ein spezifisch sprachsoziologischer Diskurs nicht (mehr) zustande kommt, da in der Nachkriegszeit die zentralen Fragen dieses soziologischen Teilgebiets bereits von einem ausdifferenzierten Komplex von wissenschaftlichen Disziplinen und Fachgebieten aufgenommen worden waren. Ein Indiz für das leise Abtreten der Sprachsoziologie ist etwa die Tatsache, dass sie aus den Lehrbüchern und den universitären Lehrplänen als spezielle Soziologie mehr oder weniger verschwunden ist. Bedeutend ist in diesem Zusammenhang (besonders für den deutschen Sprachraum) wohl auch die Tatsache, dass sich die Sektion Sprachsoziologie der Deutschen Gesellschaft für Soziologie in Sektion Wissenssoziologie umbenannt hat.
Die sich ausdifferenzierende Soziologie orientierte sich zunächst an philosophischen Programmen und Texten, die eine spezialisierte Beschäftigung mit der Sprache im Rahmen der Soziologie zu fordern schienen. Die Sprachsoziologie im deutschen Sprachraum entsteht so bei Alfred Schütz vor dem Hintergrund der Werke von Henri Bergson und Edmund Husserl, während etwa Aaron V. Cicourel und Rolf Wiggershaus stark vom Werk Ludwig Wittgensteins beeinflusst waren.
Im Rahmen einer Wissenschaftsgeschichte der Soziologie soll auch nicht übersehen werden, dass bereits Émile Durkheim die Bedeutung der Sprache für eine soziologische Theorie sah. Der Linguist Roman Jakobson schreibt: „Man kann an Durkheims Auffassung von der stetig zunehmenden Überlegenheit der Linguistik unter den Sozialwissenschaften erinnern und an seine väterliche Ermahnung, eine Sprachsoziologie aufzubauen.“ Jakobson verweist in diesem Zusammenhang auf Harry Alperts Buch Emile Durkheim and His Sociology, dem er wohl den Hinweis auf diese Ermahnung entnommen hat. Thomas Luckmann weist entsprechend darauf hin, dass Durkheim Antoine Meillet als sprachwissenschaftlichen Referenten für die Mitarbeit an seiner Zeitschrift L’Année Sociologique gewinnen konnte.
Thomas Luckmann, der seine Soziologie der Sprache (Sociology of Language) sowohl in englischer als auch in deutscher Sprache veröffentlichte, kann wohl bereits als ein später Punkt im sprachsoziologischen Diskurs aufgefasst werden. Er stützte sich in seinem Werk auf eine spezifisch deutsche Tradition, die sich letztlich auf Wilhelm von Humboldt berief und eine Linie zu Alfred Schütz zog. Hubert Knoblauch betont in seiner Darstellung der Entwicklung der Sprachsoziologie, dass es im Lauf der siebziger Jahre zu einer Differenzierung von Soziolinguistik und Sprachsoziologie kam.
Einige Jahre nach Luckmanns Buch veröffentlichte Fritz Schütze sein Werk Sprache – soziologisch gesehen und markierte damit einen weiteren bedeutsamen Punkt in der Geschichte der Sprachsoziologie. Das Buch beförderte vor allem einen Schwenk von quantitativen zu qualitativen Methoden in der Sprachsoziologie.
Der Begriff Sprachsoziologie wurde – immer ein wenig im Schatten einer ideologisch missbrauchten Germanistik – auch von Wissenschaftlern im nationalsozialistischen Deutschland instrumentalisiert. Georg Schmidt-Rohr etwa arbeitete während des Bestehens des 3. Reiches ausdrücklich an der Grundlegung einer nationalbiologischen Sprachsoziologie und war Leiter der sprachsoziologischen Abteilung der SS.
Zuletzt haben Hubert Knoblauch und Silke Steets in einem Beitrag zu den Verhandlungen des 40. Kongresses der Deutschen Gesellschaft für Soziologie 2020 angemerkt, dass "die gegenwärtige Soziologie der gesellschaftlichen Rolle und Bedeutung der Sprache nicht mehr gerecht [wird]. Deswegen stellt sich die Forderung nach einer neuen Soziologie der Sprache. Diese muss an die (qualitativen wie quantitativen) empirische Ausrichtung der Sprachsoziologie anschließen und ihre Verbindung zur (Sozio)Linguistik und Pragmatik erneuern sowie vor dem Hintergrund jüngerer theoretischer Entwicklungen neu über Sprache nachdenken."